# Janet L. Robinson
Janet Lynn Robinson, meglio conosciuta come Janet L. Robinson (Fall River, 11 giugno 1951), è una giornalista e imprenditrice statunitense, ex presidente e amministratore delegato della New York Times Company.

## Biografia
Dopo aver ricevuto un bachelor in Inglese nel 1972, la Robinson terminò l'Executive Education Program al Dartmouth College e conseguì un dottorato in amministrazione aziendale.
Ricoprì svariati incarichi amministrativi all'interno del The New York Times Company Women's Magazine Group e ne fu vicepresidente a partire dal 1990, oltre a collaborare sovente con Golf Digest e Tennis Magazine, due riviste sportive appartenenti al New York Times Company.
Dal 1996 al 2004 ha ricoperto la carica di presidente e direttore generale del New York Times. Dal 2001 al 2004 è stata vicepresidente senior e quindi ha diretto l'intera produzione giornalistica della compagnia oltre al quotidiano principale. Nel febbraio 2004 fu eletta vicepresidente esecutivo e direttore operativo. Il 27 dicembre dello stesso anno fu scelta come nuovo presidente e CEO.
A fine 2011 lascia l'incarico presso il New York Times Company.
Secondo la rivista Forbes il compenso economico totale della Robinson per l'anno 2010 è pari a oltre 5 milioni di dollari. La stessa rivista l'ha inclusa numerose volte nella sua lista delle 100 donne più potenti del mondo: nel 2005 era al 77º posto, nel 2006 al 74°, nel 2007 al 45°, nel 2008 all'83°, nel 2009 al 49° e nel 2010 all'85°.